# 나미비아의 부통령
나미비아의 부통령(영어: Vice-President of Namibia)은 선행하는 대통령이 사망하거나 사임하거나 탄핵을 통해 대통령직에서 해임되면 대통령이 된다. 부통령은 대통령이 국가의 국경 밖에 있어 직무를 수행할 수 없을 때 나미비아의 대통령 권한대행을 수행한다. 부통령은 국회와 내각의 구성원이기도 하다. 부통령은 헌법적으로 "정부의 기능 수행에 있어 대통령을 보좌할 것"이 요구되며, 대통령령으로 모든 정부 포트폴리오를 배정받을 수 있다.
부통령직은 다른 여러 헌법 개정과 함께 2014년에 신설되었다. 이 자리는 불투명한 포트폴리오로 인해 논란이 되고 있다. 니키 이얌보는 2015년부터 2018년까지 나미비아의 초대 부통령을 역임했다. 현재 부통령은 2024년 2월 4일부터 네툼보 난디은다이와이다.

## 같이 보기
- 나미비아의 대통령
- 나미비아의 총리